# Airan
Airan ist eine ehemalige französische Gemeinde mit 679 Einwohnern (Stand: 1. Januar 2013) im Département Calvados in der Region Normandie. Sie gehörte zum Arrondissement Caen und zum Kanton Troarn. Die Einwohner werden Airannais genannt.

## Geografie
Airan liegt etwa 15 Kilometer südöstlich von Caen am Flüsschen Muance. Umgeben wurde Airan von den Nachbargemeinden Moult im Nordwesten und Norden, Canteloup im Norden und Nordosten, Cléville im Nordosten, Mézidon Vallée d’Auge im Nordosten und Südosten, Cesny-aux-Vignes im Osten, Fierville-Bray im Süden und Südwesten sowie Billy im Südwesten und Westen.

## Geschichte
In der Merowingernekropole wurde 1874 der Schatz von Airan geborgen (zahlreiche Schmuckstücke).
Die Gemeinde Airan wurde am 1. Januar 2017 mit Billy, Conteville, Fierville-Bray und Poussy-la-Campagne zur neuen Gemeinde Valambray zusammengeschlossen.

## Bevölkerungsentwicklung der ehemaligen Gemeinde
| Jahr      | 1962 | 1968 | 1975 | 1982 | 1990 | 1999 | 2006 | 2012 |
| Einwohner | 404  | 358  | 437  | 662  | 740  | 692  | 594  | 690  |

Quelle: INSEE

## Sehenswürdigkeiten
- Kirche Saint-Germain, romanische Fassade aus dem 12. Jahrhundert, Monument historique seit 1930
- Schloss Coupigny mit Park aus dem 18. Jahrhundert, Monument historique seit 1927
- Wassermühle aus dem Jahre 1682
- Turm von Valmeray,

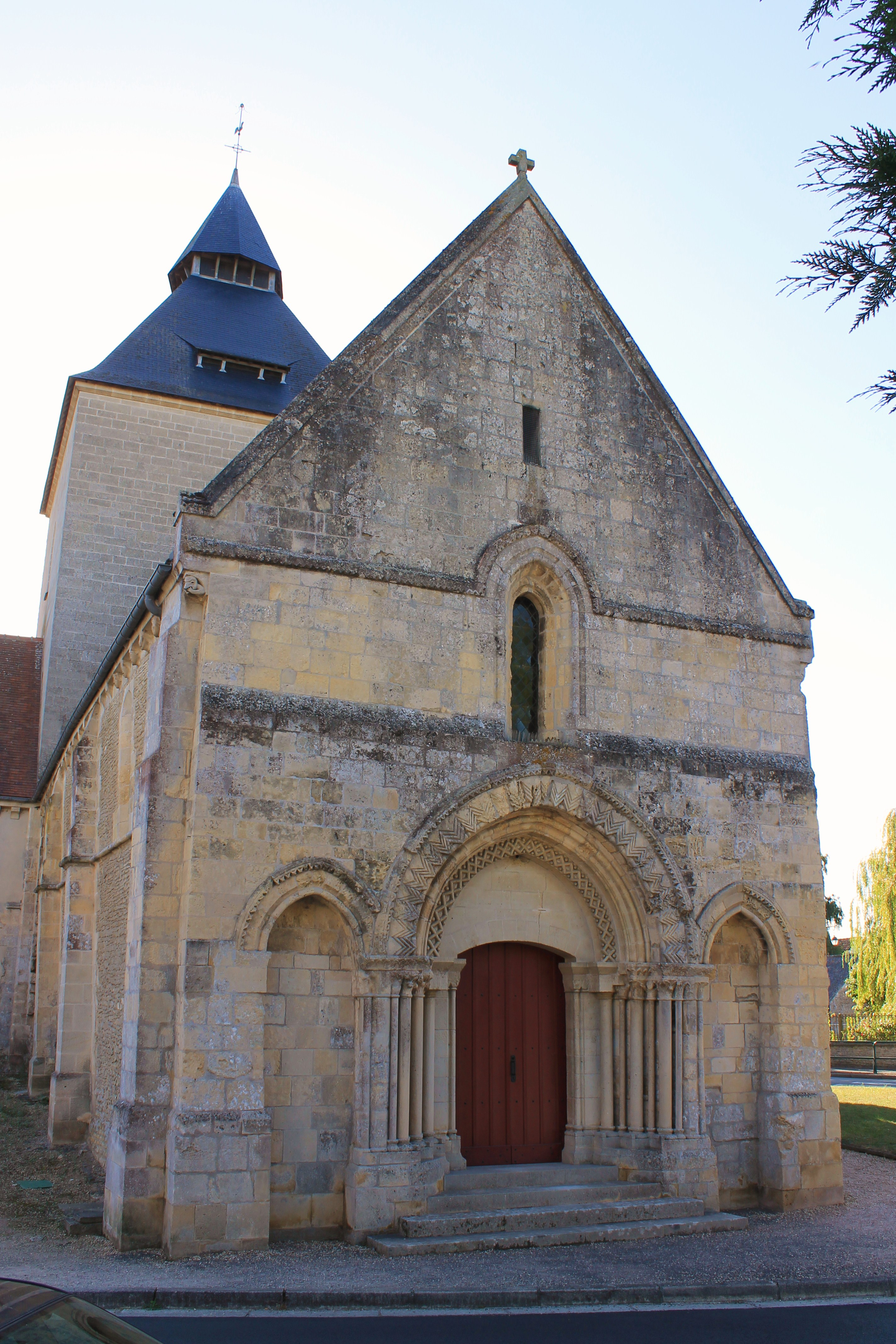
Kirche Saint-Germain
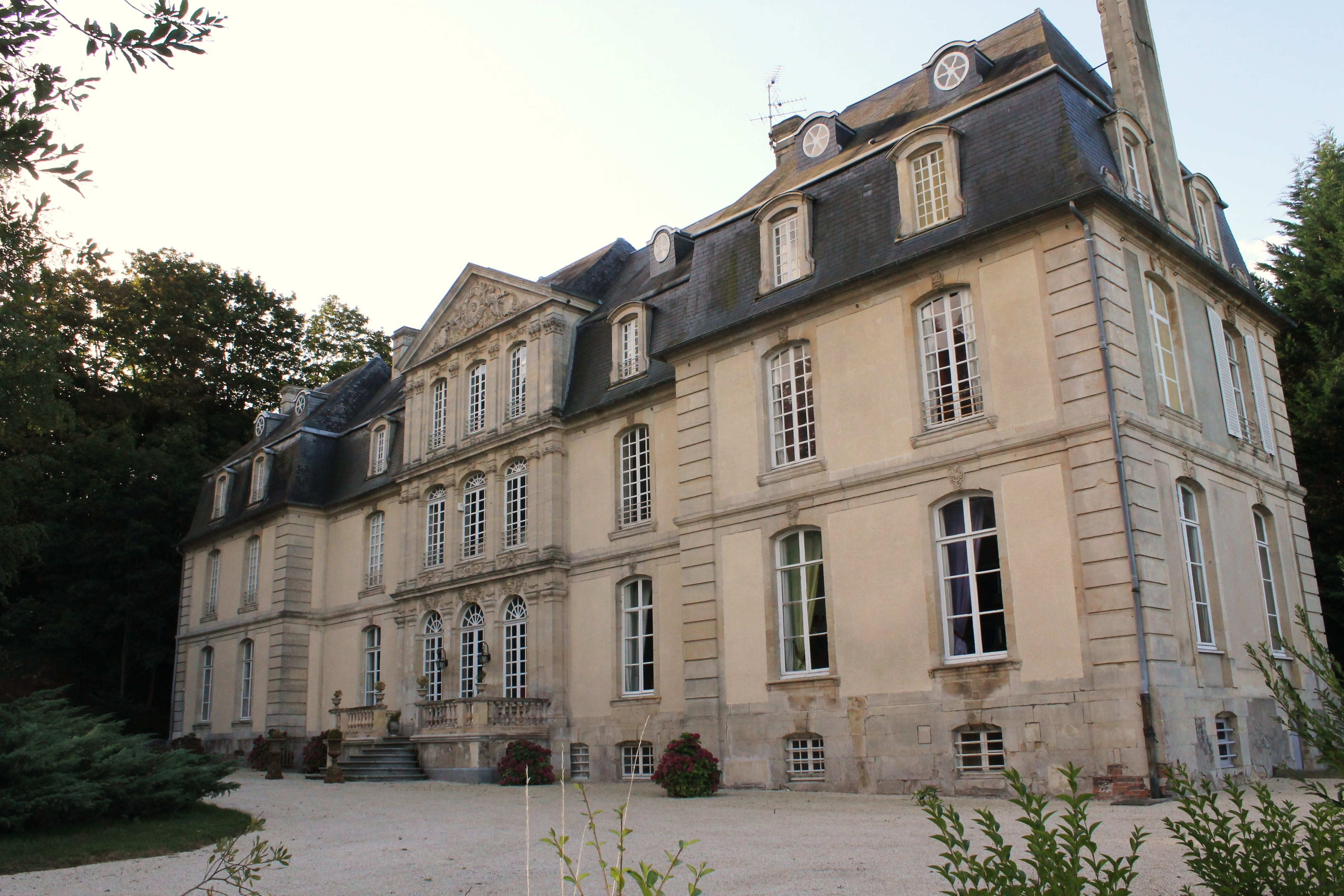
Schloss Coupigny
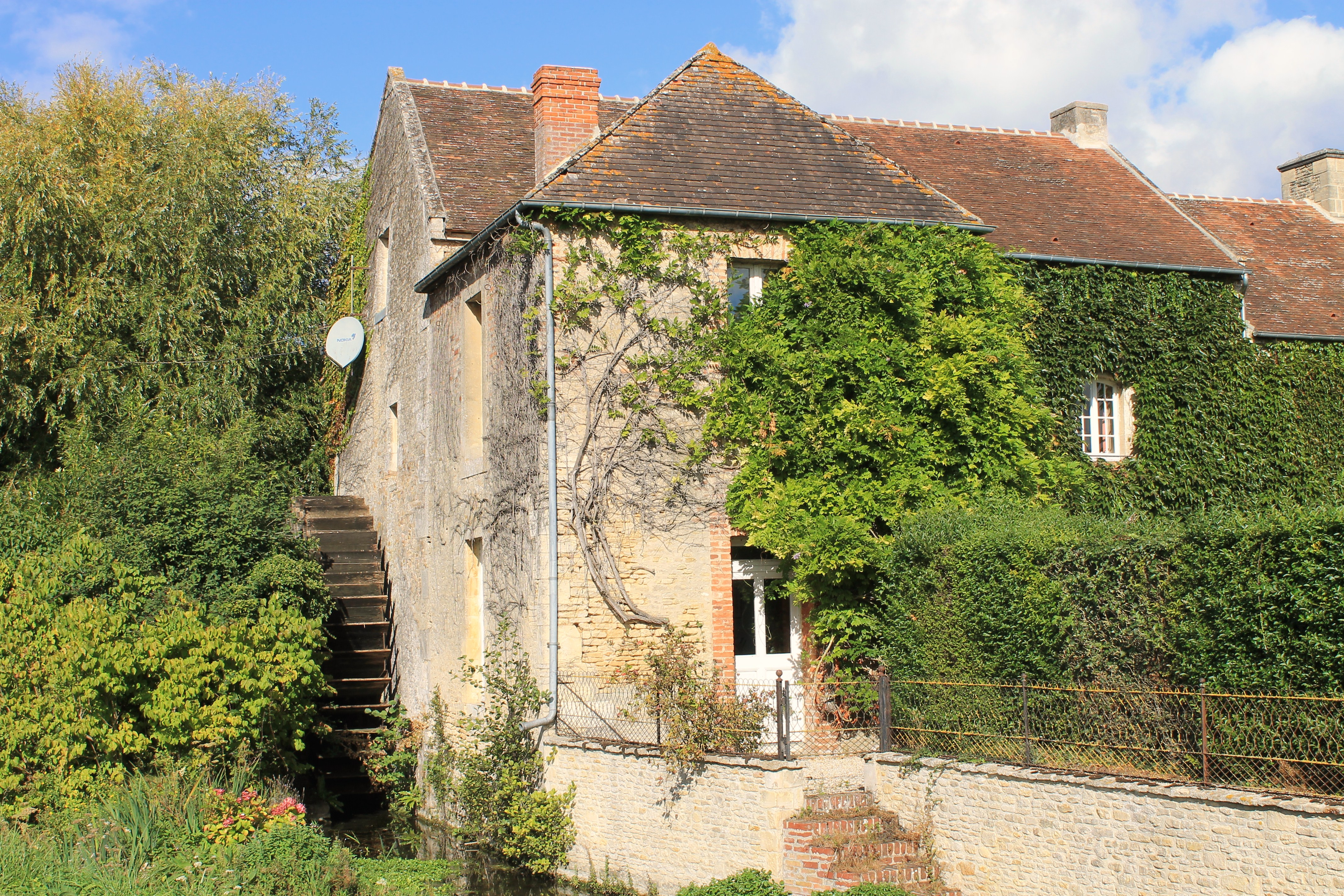
Wassermühle
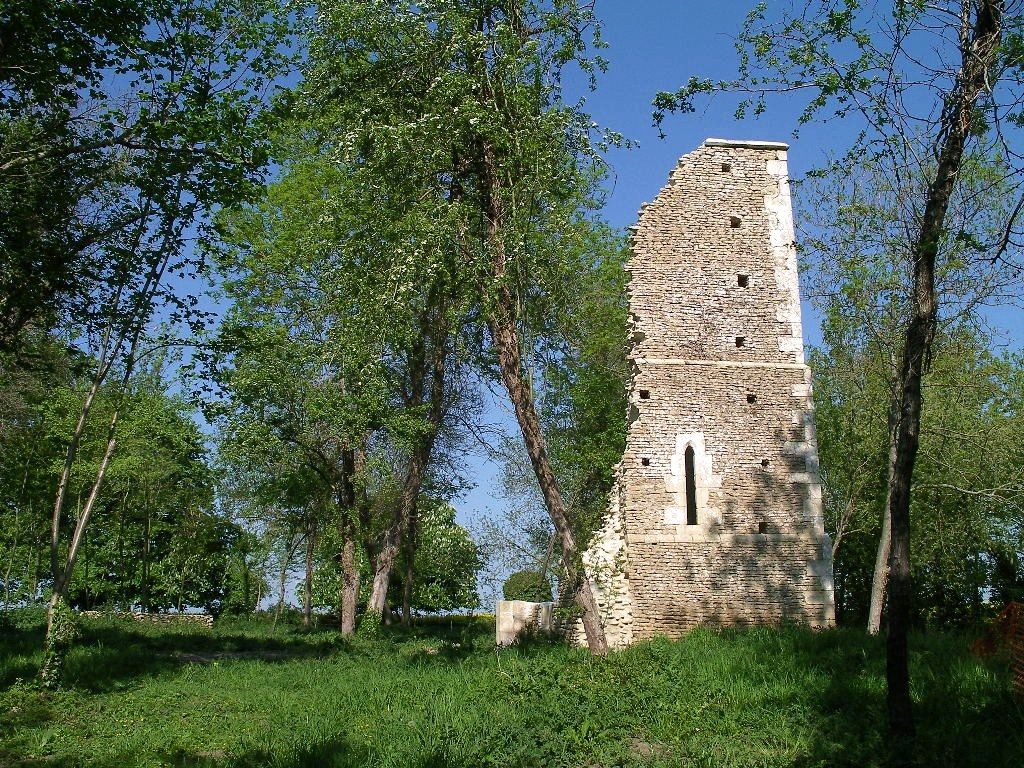
Turm von Valmeray